# Geminga
Geminga is een neutronenster op ongeveer 250 parsecs (ongeveer 800 lichtjaar) van de zon in het sterrenbeeld Tweelingen. Zijn naam, toegeschreven door zijn ontdekker Giovanni Bignami, is zowel een samentrekking van Gemini gammastraalbron, als een transcriptie van de woorden gh'è minga, wat "het is er niet" betekent in het Milanese dialect Lombardisch.

## Pulsar

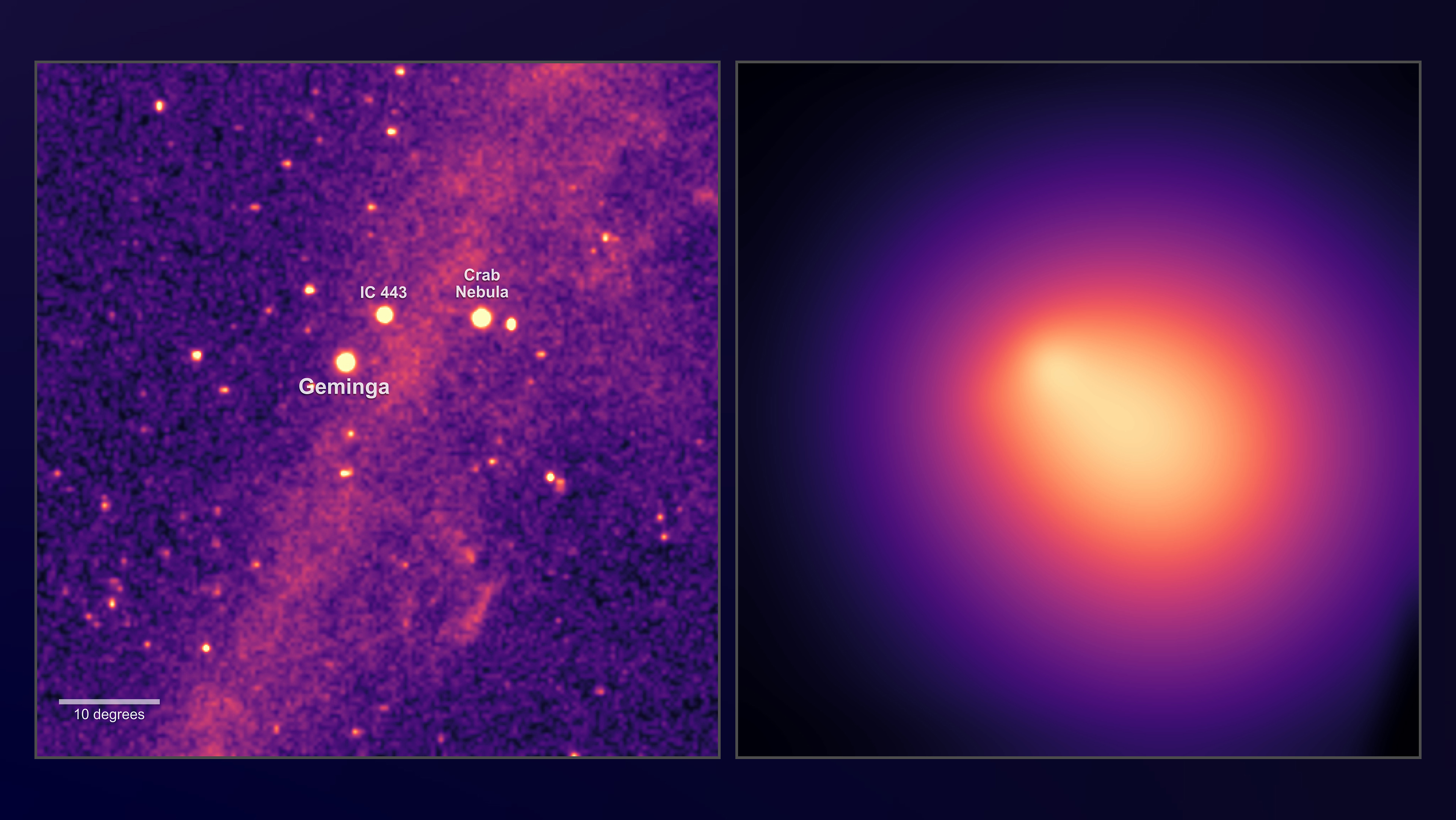
links: Geminga, IC 443 en de Krabnevel. rechts: De halo rond de pulsar Geminga gezien door Fermi na het verwijderen van heldere bronnen.

De aard van Geminga was vrij onbekend gedurende 20 jaar na zijn ontdekking door NASA's Second Small Astronomy Satellite (SAS-2). Uiteindelijk detecteerde de ROSAT-satelliet in maart 1991 een periode van 0,237 seconden in de zachte röntgenstraling van Geminga. Men veronderstelt dus dat Geminga een neutronenster is: de kern van een massieve ster die ongeveer 300.000 jaar geleden als supernova is geëxplodeerd.
Men heeft ooit gedacht dat deze nabije explosie verantwoordelijk was voor de lage dichtheid van het interstellaire medium in de onmiddellijke nabijheid van het zonnestelsel. Dit gebied met lage dichtheid staat bekend als de Lokale bel. Mogelijk bewijs hiervoor zijn onder andere bevindingen van het Arecibo radiotelescoop dat lokale interstellaire meteoordeeltjes van micrometer-grootte uit zijn richting lijken te komen. Later is echter gesuggereerd dat het waarschijnlijker is dat meerdere supernovae in subgroep B1 van de Pleiaden bewegende groep verantwoordelijk waren voor het ontstaan van de superbel.
Een studie uit 2019, met behulp van gegevens van NASA's Fermi Gamma-ray Space Telescope ontdekte een grote halo in gammastraling rond Geminga. Versnelde elektronen en positronen botsen met sterlicht nabij Geminga. De botsing drijft het licht op tot veel hogere energieën (invers Compton-effect). Geminga alleen al zou verantwoordelijk kunnen zijn voor 20% van de hoogenergetische positronen die door het AMS-02 experiment zijn waargenomen. Eerdere studies met gegevens van het High-Altitude Water Cherenkov Gamma-ray Observatory vonden slechts een kleine gammastraling halo rond Geminga bij hogere energieën.

## Ontdekking en identificatie

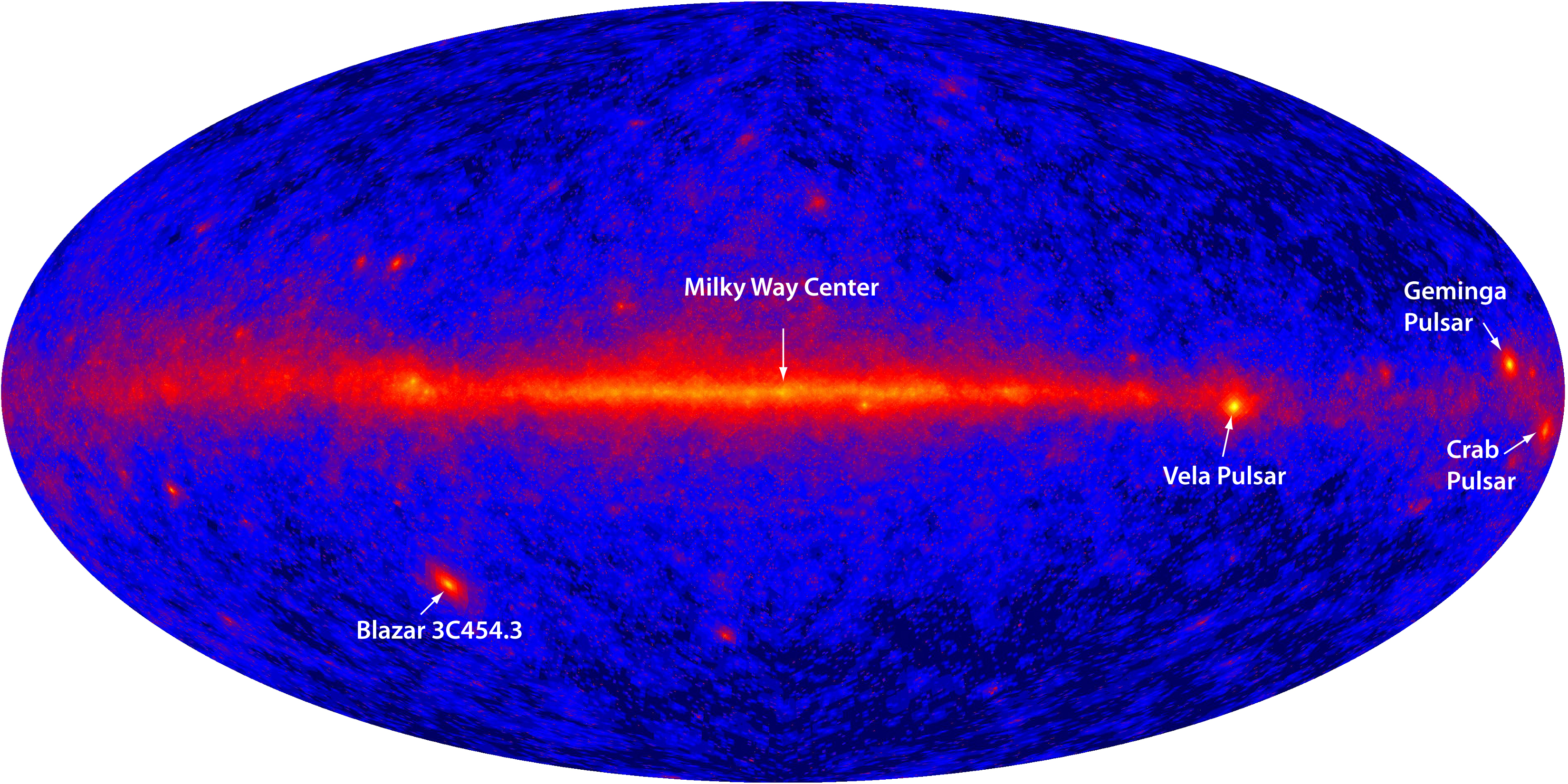
Positie van Geminga in de Melkweg.

Geminga was het eerste voorbeeld van een ongeïdentificeerde gammastraalbron, een bron die niet in verband kon worden gebracht met enig object dat op andere golflengten bekend was. De bron werd voor het eerst ontdekt door de SAS-2 satelliet (Fichtel et al. 1975) en vervolgens door de COS-B satelliet als een aanzienlijke overmaat van gammastraling boven de verwachte achtergrond van diffuse Galactische straling. De SAS-2 groep rapporteerde een pulsatie in het gammastralensignaal, met een periode van ongeveer 59 seconden, hoewel het beperkte aantal gedetecteerde gammastralen (121 over een periode van vier maanden) hen tot de conclusie bracht dat de pulsatie statistisch niet overtuigend was. Door de beperkte hoekresolutie van het instrument (ongeveer 2,5° bij 100MeV) en het geringe aantal gedetecteerde gammastralen was de precieze plaats van de bron onzeker, en kon alleen worden vastgesteld dat hij binnen een relatief groot "foutengebied" lag. Op het moment van de ontdekking waren er vier zwakke radiobronnen in dit gebied bekend, twee supernovarestanten grensden eraan en een bekend satellietstelsel van de Melkweg lag vlakbij. Geen van deze bekende bronnen waren overtuigende associaties met de gammastraalbron, en het SAS-2 team suggereerde dat een onontdekte radio-pulsar de meest waarschijnlijke progenitor was.
Ondanks de investering van een aanzienlijke hoeveelheid waarnemingstijd, bleef de bron ongeïdentificeerd gedurende het COS-B tijdperk; hun gegevens sloten echter de geclaimde 59 seconden pulsatie uit. In deze periode werden veel beweringen over de bron gedaan, maar zijn aard bleef een mysterie tot de identificatie van een kandidaat-bron door de röntgensatelliet Einstein, 1E 0630+178. De kenmerken van de röntgenbron waren uniek: een grote lichtkracht tussen het röntgen en optische gebied, geen radio-emissie gedetecteerd door het gevoelige Very Large Array, de detectie van een puntbron emissie met de Einstein satelliet en een geschatte afstand van ongeveer 100 pc, waardoor hij binnen het Melkwegstelsel staat. Een verband tussen de gamma- en röntgenbronnen werd pas onomstotelijk vastgesteld toen de ROSAT röntgensatelliet een pulsatie van 237 ms detecteerde, die ook in gammastraling werd waargenomen door het EGRET instrument en achteraf in de COS-B en SAS-2 gegevens. Geminga bleek dus het eerste voorbeeld te zijn van een radiostille pulsar, en diende als illustratie van de moeilijkheid om gammastralingemissie te associëren met objecten die bekend zijn op andere golflengten: een of ander kenmerk van de gammastralingsbron, zoals frequentie of variabiliteit, moet geïdentificeerd worden in kandidaat-tegenhangers op andere golflengten om het verband van hun identiteit te kunnen leggen.
Dit principe was ook van toepassing toen radio-emissies met een overeenkomstige periodiciteit van 237 ms werden gevonden op frequenties van 100 MHz en lager die voorheen niet waren onderzocht.

## Eigenbeweging
De eigenbeweging van Geminga is 178,2 milli-boogseconden/jaar, wat overeenkomt met een geprojecteerde snelheid van 205 kilometer per seconde. Dit is erg snel voor een ster, en de snelheid is vergelijkbaar met die van de Ster van Barnard.

## Tijdmetingen
Geminga onderging een kleine storing aan het eind van 1996, met een fractionele verandering in frequentie van 6,2 × 10-10. Een studie uit 1998 van de efemeriden van voor de storing suggereerde dat deze werden beïnvloed door reflexbewegingen ten gevolge van de aanwezigheid van een planeet met een lage massa in een baan van 5,1 jaar; later werd echter aangetoond dat dit eerder een ruisartefact was dat de pulstijden van Geminga beïnvloedde dan een echt baaneffect.